# 奥巴
奥巴（？—1632年），博尔济吉特氏，明末清初蒙古科尔沁部首领，成吉思汗弟合撒儿十七世孙，翁果岱珲台吉之子。
奥巴世任科尔沁部部长。1624年（后金天命九年）二月，努尔哈赤遣使与他在科尔沁会盟，他于是离开林丹汗，率众归后金，与后金结盟。1625年（天命十年）十一月，科尔沁遭到察哈尔部林丹汗侵扰，奥巴的驻地格勒珠尔根被围，遣使向后金求援，努尔哈赤亲率兵助，摆脱察哈尔林丹汗与内喀尔喀联合进攻的危局。1626年（天命十一年）四月，奥巴向后金朝贡，谒见努尔哈赤献貂裘、驼马，请婚。努尔哈赤以弟弟舒尔哈齐第三子台吉图伦之女肫哲嫁给了他，成为和硕额驸，受封土谢图汗。皇太极即位後，於1628年（天聪二年）亲征察哈尔，在绰洛郭勒会盟蒙古各部，曾违命不从征，不赴会，受斥责。1629年（天聪三年），率部从后金军攻明朝，攻破遵化。1632年（天聪六年），随军征伐察哈尔，掠夺大同府、宣府。死后，其子巴达礼嗣位。